# Ngọc Sơn, Kim Bảng
Ngọc Sơn là một phường thuộc thị xã Kim Bảng, tỉnh Hà Nam, Việt Nam.

## Địa lý
Phường Ngọc Sơn có diện tích 6,03 km², dân số năm 2023 là 6.272 người, mật độ dân số đạt 1.040 người/km².

## Lịch sử
Ngày 14 tháng 11 năm 2024, Ủy ban Thường vụ Quốc hội ban hành Nghị quyết số 1288/NQ-UBTVQH15 về việc sắp xếp đơn vị hành chính cấp huyện, cấp xã của tỉnh Hà Nam giai đoạn 2023 – 2025 (nghị quyết có hiệu lực từ ngày 1 tháng 1 năm 2025). Theo đó, thành lập phường Ngọc Sơn thuộc thị xã Kim Bảng trên cơ sở toàn bộ 6,03 km² diện tích tự nhiên và quy mô dân số là 6.272 người của xã Ngọc Sơn.

## Văn hóa
Di tích lịch sử đình Phương Khê ở phường Ngọc Sơn là nơi thờ Đinh Tiên Hoàng Đế và bà Hoàng hậu người Kim Bảng, tương truyền vùng đất này là nơi vua đặt đồn trại và tuyển dụng binh lính trong chiến dịch dẹp loạn 12 sứ quân.